# André Faust
André Faust (* 7. Oktober 1969 in Joliette, Québec) ist ein ehemaliger kanadischer Eishockeyspieler und -trainer, der in seiner aktiven Zeit von 1988 bis 2004 unter anderem für die Philadelphia Flyers in der National Hockey League, sowie die Augsburger Panther und Kölner Haie in der Deutschen Eishockey Liga gespielt hat.

## Karriere
André Faust begann seine Karriere als Eishockeyspieler in der Mannschaft der Princeton University, für die er von 1988 bis 1992 in der ECAC Hockey aktiv war. In diesem Zeitraum wurde er im NHL Entry Draft 1989 in der neunten Runde als insgesamt 173. Spieler von den New Jersey Devils ausgewählt, für die er allerdings nie spielte, da sie ihn in den folgenden beiden Jahren nicht unter Vertrag nahmen. Am 5. Oktober 1992 unterschrieb der Angreifer als Free Agent bei den Philadelphia Flyers, für die er in den folgenden beiden Spielzeiten in der National Hockey League auf dem Eis stand. Hauptsächlich spielte er jedoch für deren Farmteam aus der American Hockey League, die Hershey Bears. Am 20. September 1995 wurde er im Tausch gegen ein Siebtrundenwahlrecht im NHL Entry Draft 1997 an die Winnipeg Jets abgegeben, wurde in der Saison 1995/96 jedoch nur von deren AHL-Farmteam, den Springfield Falcons, eingesetzt.
Im Sommer 1996 wurde Faust von den Augsburger Panthern verpflichtet, für die er in den folgenden vier Jahren in der DEL auflief. Anschließend wechselte er zu den Kölner Haien, mit denen er in der Saison 2001/02 Deutscher Meister wurde. Seine Laufbahn beendete der Kanadier in Nordeuropa, wo er zwischen 2002 und 2004 in je einer Spielzeit für den amtierenden schwedischen Meister Färjestad BK in der Elitserien, sowie den dänischen Vizemeister Odense Bulldogs in der AL-Bank Ligaen auf dem Eis stand. Unmittelbar nach dem Ende seiner Spielerkarriere arbeitete Faust in der Saison 2004/05 als Assistenztrainer für die Universitätsmannschaft der Princeton University, in der er seine Karriere begonnen hatte.

## Erfolge und Auszeichnungen
- 1989 ECAC Rookie des Jahres
- 1990 ECAC Second All-Star Team
- 1992 ECAC Second All-Star Team
- 1999 Teilnahme am DEL All-Star Game
- 2002 Deutscher Meister mit den Kölner Haien